# Una tomba per a Boris Davidovič
Una tomba per a Boris Davidovič (en serbocroat, Grobnica za Borisa Davidoviča / Гробница за Бориса Давидовича) és un recull de set relats escrits per Danilo Kiš, publicats el 1976 (traduït al català per Simona Škrabec el 2003 i, en edició revisada, el 2016). Les històries estan basades en fets històrics i tracten de temes com l'engany, la traïció i l'assassinat polítics a l'Europa de l'Est durant la primera meitat del segle XX (llevat de "Gossos i llibres", que passa al segle xiv a França). Algunes històries estan escrites com biografies fictícies en què els personatges principals interactuen amb figures històriques.

## Polèmica sobre plagi
El llibre va ser objecte d'una llarga i famosa polèmica sobre plagi durant la Iugoslàvia de Tito, que continua fins avui. En particular, Kiš va ser acusat de plagiar 7.000 dies a Sibèria, de Karlo Štajner. Kiš va escriure un llibre titulat La lliçó d'anatomia el 1978 en què defensava com a legítims els seus mètodes, que inclouen cites literals sense especificar-ne l'autoria, i en què atacava durament i personal els seus crítics. Al llibre Narcis bez lica (1981), l'eminent crític iugoslau Dragan M. Jeremic analitza en detall aquest tema, que ha generat molts articles derivats; el 2005 Nebojsa Vasovic, a Lazni car Scepan Kis, estudia aquesta qüestió des d'un nou punt de vista. A causa de la polèmica, Kiš es va traslladar a París, on va publicar molt poc, va tenir problemes matrimonials i va acabar morint de càncer prematurament.

## Les històries
- "Un ganivet amb el mànec de palissandre"

Mikša és un aprenent jueu de sastre que es fa revolucionari; el seu compromís i crueltat fa que cometi un sòrdid assassinat i sigui empresonat.
- "La truja que es menja les seves cries"

Versckoyles, un voluntari republicà a la Guerra Civil, és empresonat per criticar la intervenció soviètica al conflicte.
- "Els lleons mecànics"

Čeljustnikov organitza una falsa cerimònia religiosa per la visita d'Herriot, un dignatari francès, a Kíev.
- "El cercle màgic de les cartes"

Sobre l'assassinat aparentment immotivat del doctor Karl Taube resulta que es va decidir en una partida de cartes entre dos criminals.
- "Una tomba per a Boris Davidovič"

Boris Davidovič Novski, un revolucionari destacat, és arrestat per mirar d'arrencar-li una confessió falsa en un judici. Durant l'interrogatori amb Fedukin, Novski intenta que la seva biografia respongui a com vol que el recordin en el futur.
- "Gossos i llibres"

Elaborat en paral·lel al relat anterior, la història parla de Baruch David Neumann, un jueu forçat a convertir-se al cristianisme durant un pogrom a Occitània durant el segle xiv, i el seu interrogatori.
- "Biografia breu d'A. A. Darmolatov (1892-1968)"

Darmolatov, un poeta revolucionari menor, és devastat per la malaltia més que pel terror.